# Kyskhedsbælte
Et kyskhedsbælte er et bælte fra renæssancen, der dækker for kønsdelene og er designet til at forhindre samleje og måske onani. Formålet kan også have været at forhindre voldtægt eller seksuelle fristelser. Har traditionelt været lavet af jern.
Det første sted kyskhedsbæltet er nævnt i vestens historie er i Konrad Kyeser von Eichstätt's "Bellifortis" – en bog, der beskriver den militære teknologi i hans æra. I bogen er en skitse hvor den ledsagende tekst er: "Est florentinarum hoc bracile dominarum ferreum et durum ab antea sic reseratum." ("Dette er jernbukser til Firenzes kvinder, der låses fortil."). Omtalen i en bog om krigsførelse tyder på forhindring af voldtægt som formålet med bæltet. Der er ikke fundet anden omtale af sådanne bælter fra samme tid (slutningen af det 14. – begyndelsen af det 15. århundrede).
Noget senere, i renæssancens litteratur, findes historier om, at velhavende fædre og ægtemænd fik konstrueret bælter, der skulle forhindre deres døtre i at have samleje før de blev gift eller mere almindeligt deres koner i at begå utroskab, når de drog ud på længere rejser. Disse vittige historier fortæller, at der normalt var en hængelås til bæltet, og at sælgeren tit havde en god forretning ud af både at sælge en nøgle med låsen, foruden en dyr ekstranøgle til kvinden eller hendes elsker!
Det er dog nu omdiskuteret, i hvor høj grad dette har været brugt i virkelighedens verden eller om det ikke mest har været en litterær vittighed. Men der har dog i senere tider eksisteret bælter som skulle forhindre drenge i at onanere, ud fra den overtro at onani skader sundheden. Dette var en almindelig lægelig opfattelse fra 1700-tallet og frem til 1930'erne.
På Ringkøbing museum og i Rosenborgs samling i København findes flere originale kyskhedsbælter. 
I dag er kyskhedsbæltet oftest relateret til sadomasochisme, og bruges som en del af den seksuelle leg eller som fetish påklædning. De findes i mange udgaver, fra de helt billige udført i plastik eller læder, typisk solgt i sexbutikker, til eksklusive håndlavede eksemplarer lavet i stål. Tilsvarende bør det bemærkes, at der i dag fabrikeres kyskhedsbælter til både mænd og kvinder.

## Kyskhedsbælter i parforholdet
Kyskhedsbælter er så småt begyndt at vende ind i danske parforhold og er ikke nødvendigvis kun for hardcore BDSM fans men også blot til at krydre sexlivet. I modsætning til historien er langt de fleste kyskhedsbælter i dag produceret til mænd og ikke til kvinder. I parforholdet bruges kyskhedsbæltet typisk som et kryderi hvor nogle bærer det blot et par timer under leg og andre bærer det i flere måneder ad gangen. 

## Produkter på markedet
I dag forhandles kyskhedsbælter i prisklasser fra ca. 500 kr. og op efter. Det største mærke indenfor kyskhedsbælter er i dag det amerikanske CB-X (A. L. Enterprise) fra USA. CB-X har gennem de sidste 10 år udviklet og optimeret der produktlinje der i dag inkluderer 12 forskellige produkter. CB-X har udmærket sig ved at lave produkter der er sikre og passer langt størstedelen af den mandelige befolkning. Alle CB-Xs produkter er udført i polycarbonat som er et letvægtsmateriale. En anden spiller på marked er Bon4 der primært har lavet produkter i silicone men de seneste par år har de også lavet en model i stål. 
Fælles for Bon4 og CB-X er at de begge producere kyskhedsbælter der låses fast rundt om penis og pung og er derved ikke et egentligt bælte som navnet antyder. Der findes i dag få andre kyskhedsbælter som består af et decideret bælte eller som låses fast ved hjælp af en Prins Albert Piercing. Detaljeret forklaring af forskellige typer kyskhedsbælter.